# 1579

## Esdeveniments
Països Catalans
Resta del món
- 23 de gener - els Països Baixos: les províncies del nord del país creen la Unió d'Utrecht.

## Naixements
- Florència: Giovan Battista Andreini, dramaturg i actor
- 24 de març, Madrid, Regne de Castella: Tirso de Molina, escriptor del Barroc.
- 2 de maig, Japó: Tokugawa Hidetada, 33è shogun.

## Necrològiques
Països Catalans
- Francesc Giginta 68è president de la Generalitat de Catalunya.

Resta del món